# Mocsári tarkalepke
A mocsári tarkalepke (Euphydryas aurinia) a tarkalepkefélék (Nymphalidae) családjában a névadó tarkalepkék (Nymphalinae) alcsalád faj.

## Származása, elterjedése
Megtalálható Eurázsia nagy részén, főleg a magashegységekben. Magyarországon csak a Dunántúl néhány kisebb tájegységéről (pl.: Bakonyalja, Tapolcai-medence, Őrség) ismert.
Hazánkban jégkori reliktum fajnak tekintik.

## Megjelenése

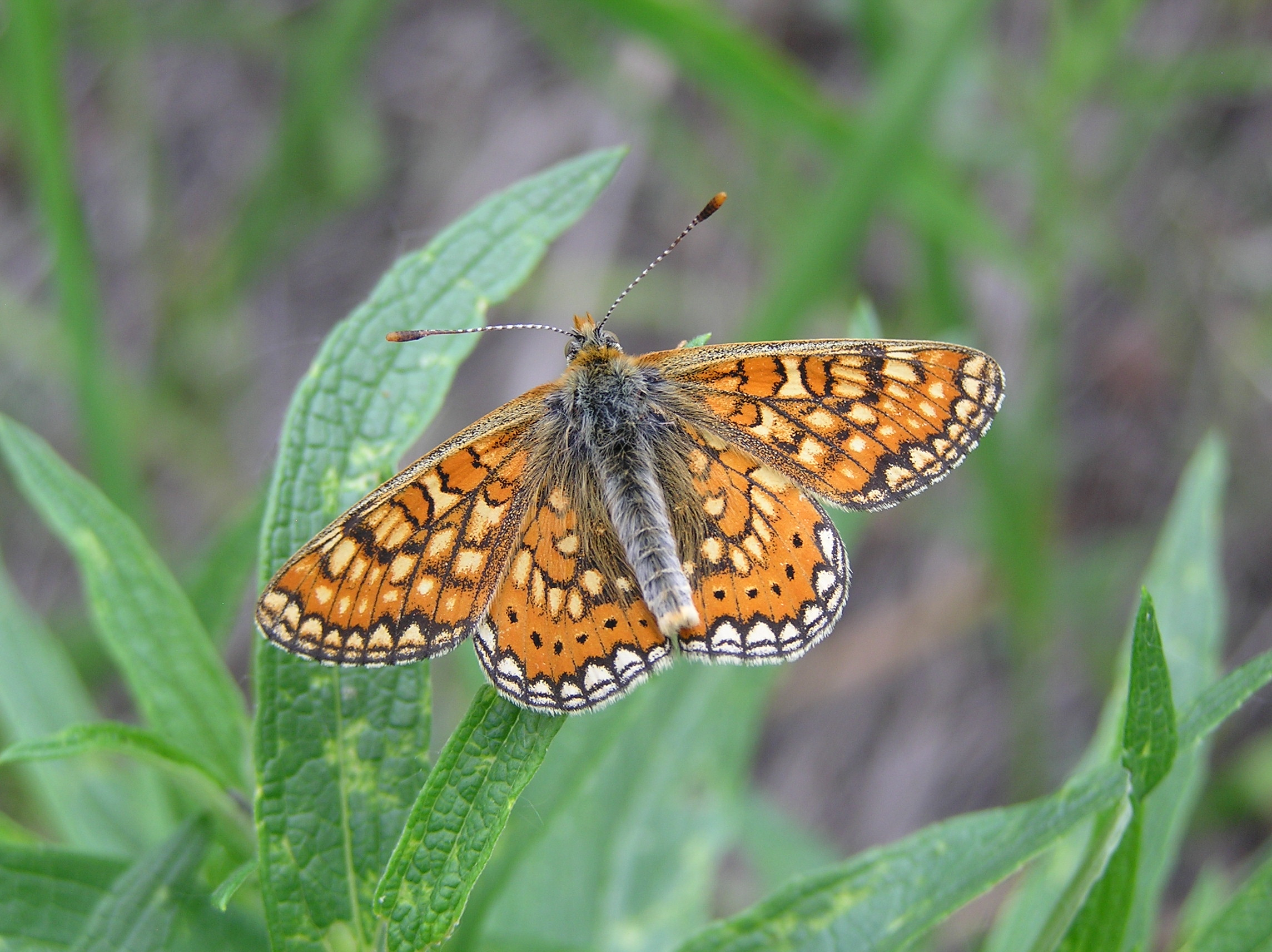
Hím mocsári tarkalepke

Eléggé változatos küllemű faj. Szárnyának fesztávolsága 4,5–5,2 cm; a nőstény általában nagyobb a hímnél. Szárnya keskenyebb, mint a többi tarkalepkéé. Mintázata jellegzetesen mozaikos vöröses narancssárga, sárgásbarna és barna, fehér középsávval és a hátsó szárny szegélye mentén jól fejlett fekete pontsorral. A hátsó szárny fonákán világos szalagok és foltok helyezkednek el. Melegebb vidékeken nagyobb termetű és sötétebb narancsszínű, a havasokon kisebb és halványabb.
A sötét színű hernyót apró szőrök borítják. Zöldesfehér bábját fekete pontok tarkázzák.

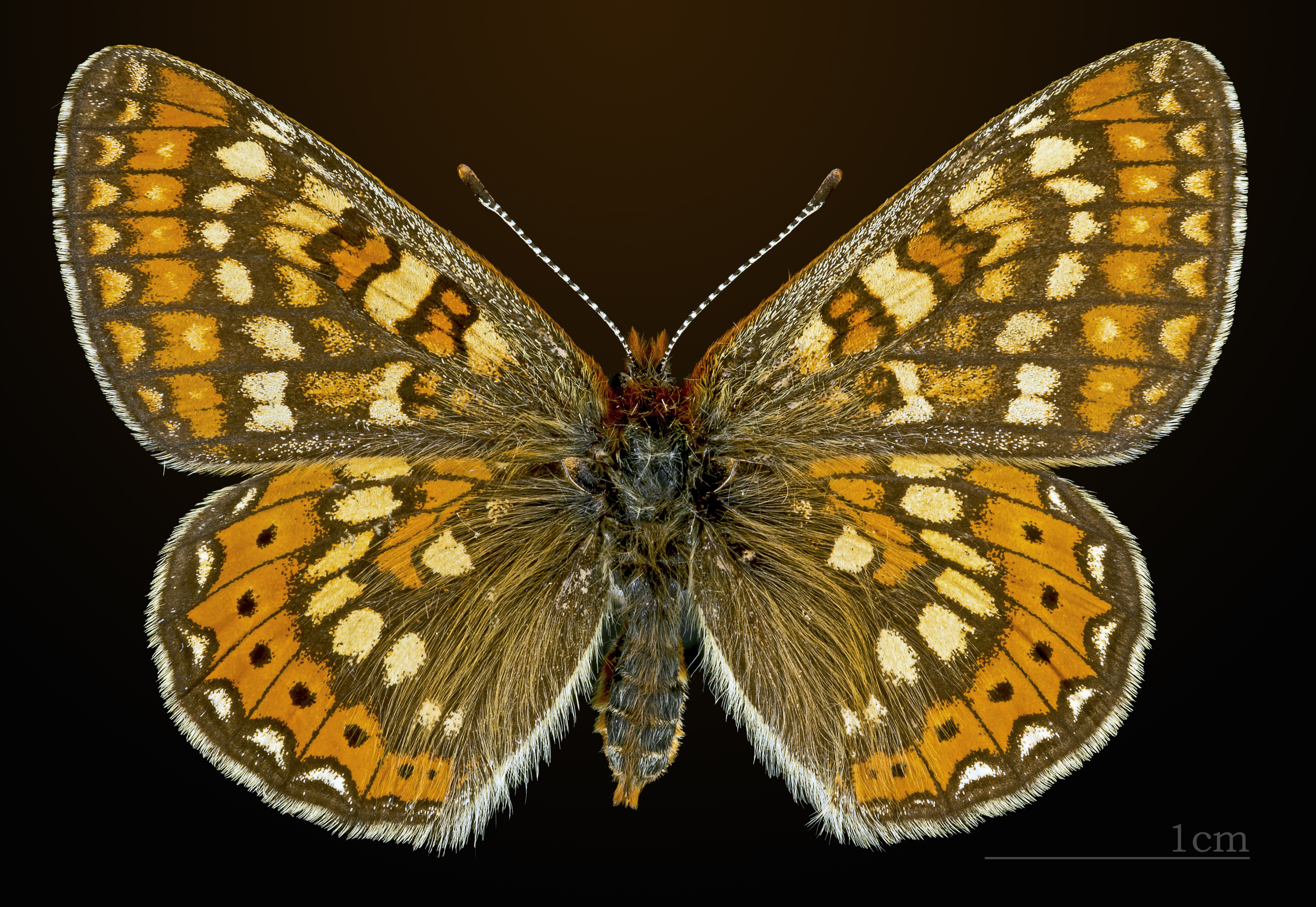
Mocsári tarkalepke
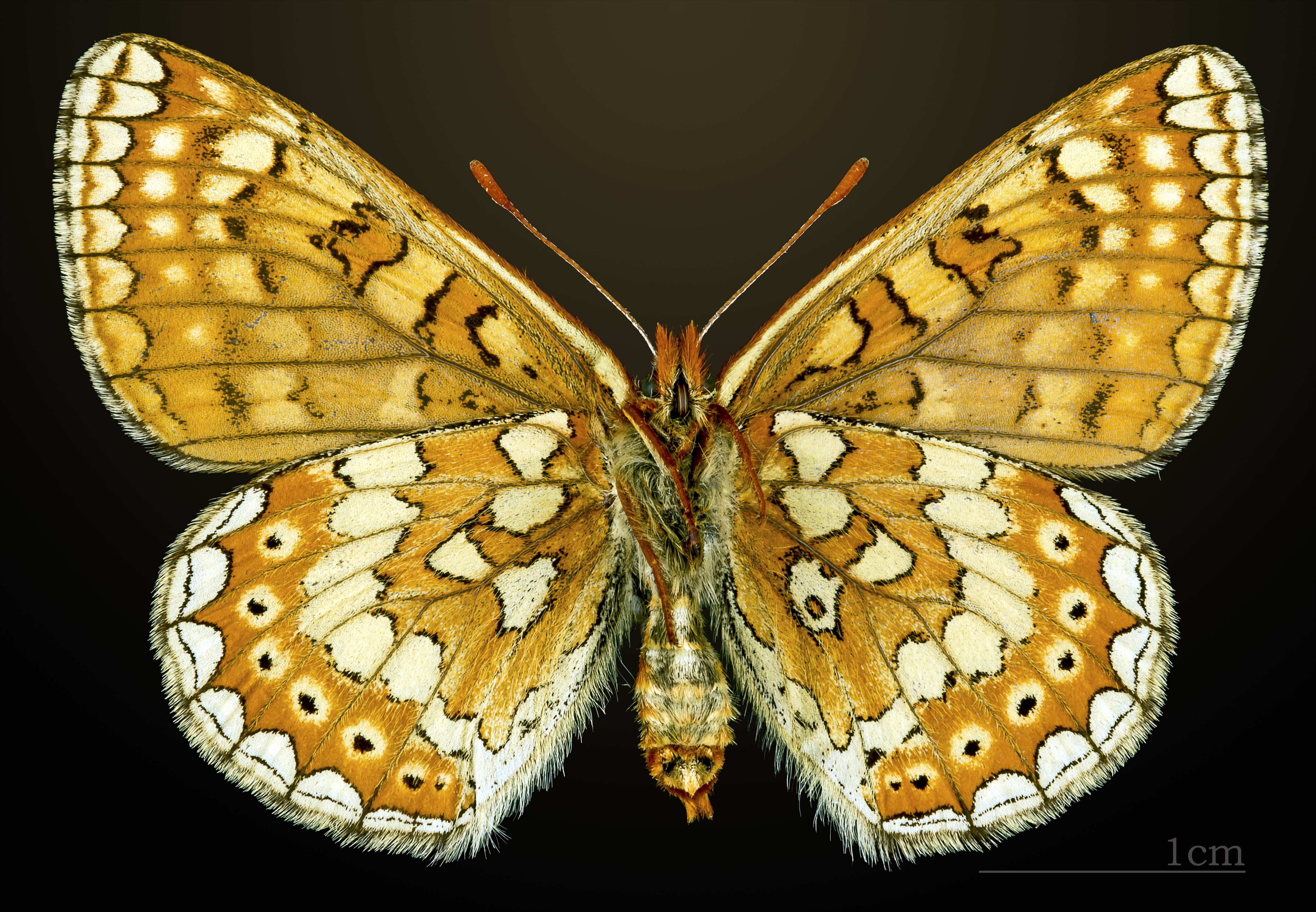
△  Mocsári tarkalepke

## Életmódja
Síkvidéken vagy dombságokon leginkább tőzegesedő vagy tőzeges lápréteken, mocsárerdőkben és a láperdők dús lágyszárú növényzettel benőtt tisztásain fordul elő; a száraz hegyoldalakon mintegy 2000 m-ig felkapaszkodik (az Alpokban följebb is).
Röpte lassú; territoriális faj. Keveset repül, sokat ücsörög az alacsony növényeken — ilyenkor széttárja szárnyait. Felhős napokon nehéz megtalálni, mert elrejtőzik a növényzet mélyén.
Egy nemzedéke repül májustól júliusig.
A hernyót fő tápnövénye a réti ördögharaptafű (Succisa pratensis), de megél az  útifűféléken (Plantago agg.) és az ördögszemeken (Scabiosa spp.) is.
A félig kifejlett hernyó telel át, társasan, selyem szövedékben.

## Alfajok, változatok
- Euphydryas aurinia aurinia
- Euphydryas aurinia banghaasi (Seitz, 1908).
- Euphydryas aurinia barraguei (Betz, 1956)
- Euphydryas aurinia beckeri (Lederer, 1853)
- Euphydryas aurinia bulgarica (Fruhstorfer, 1916)
- Euphydryas aurinia debilis Oberthür, 1909
- Euphydryas aurinia ellisoni (Rungs, 1950)
- Euphydryas aurinia laeta (Christoph, 1893)
- Euphydryas aurinia provincialis (Boisduval, 1828)

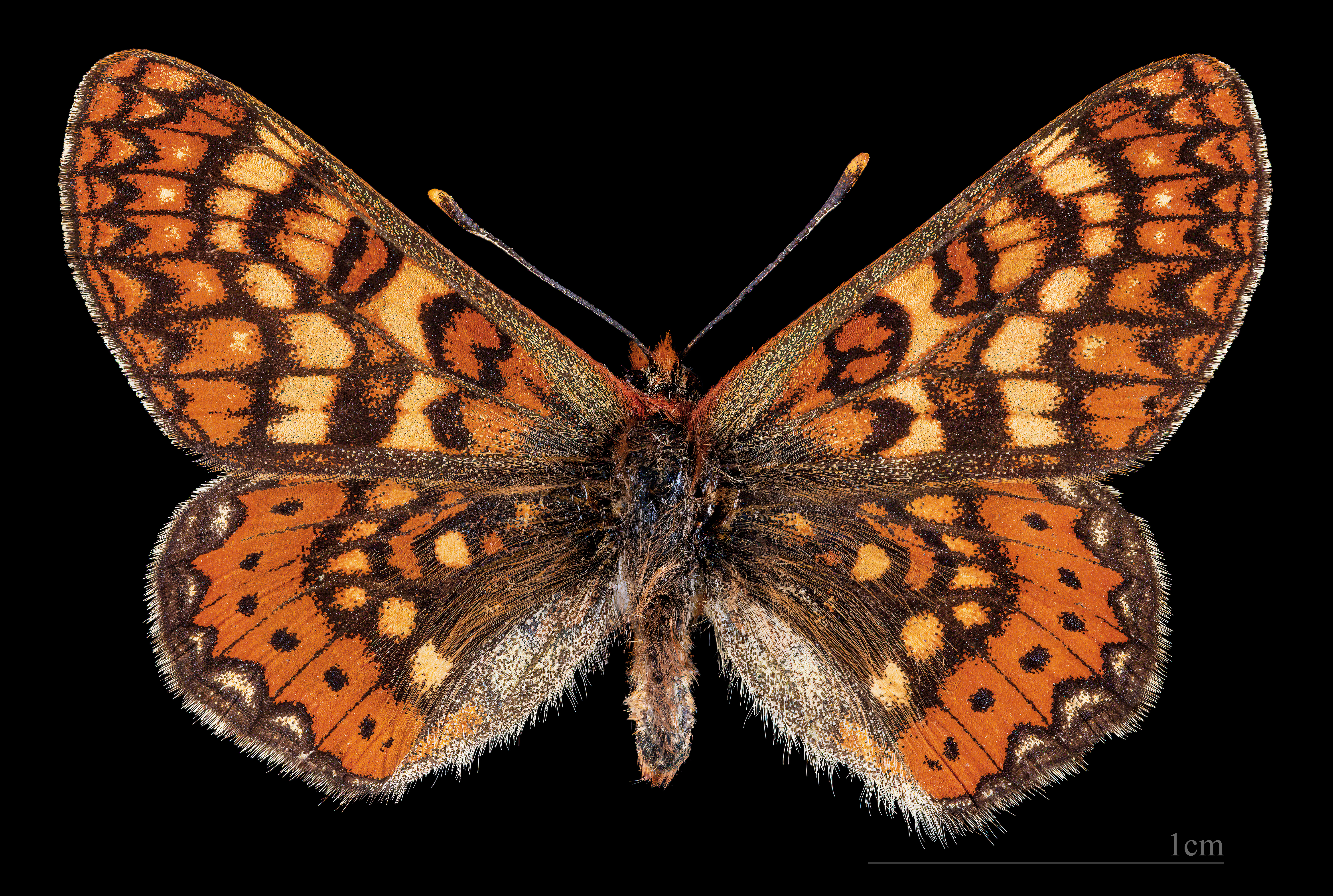
Euphydryas aurinia beckeri ♂
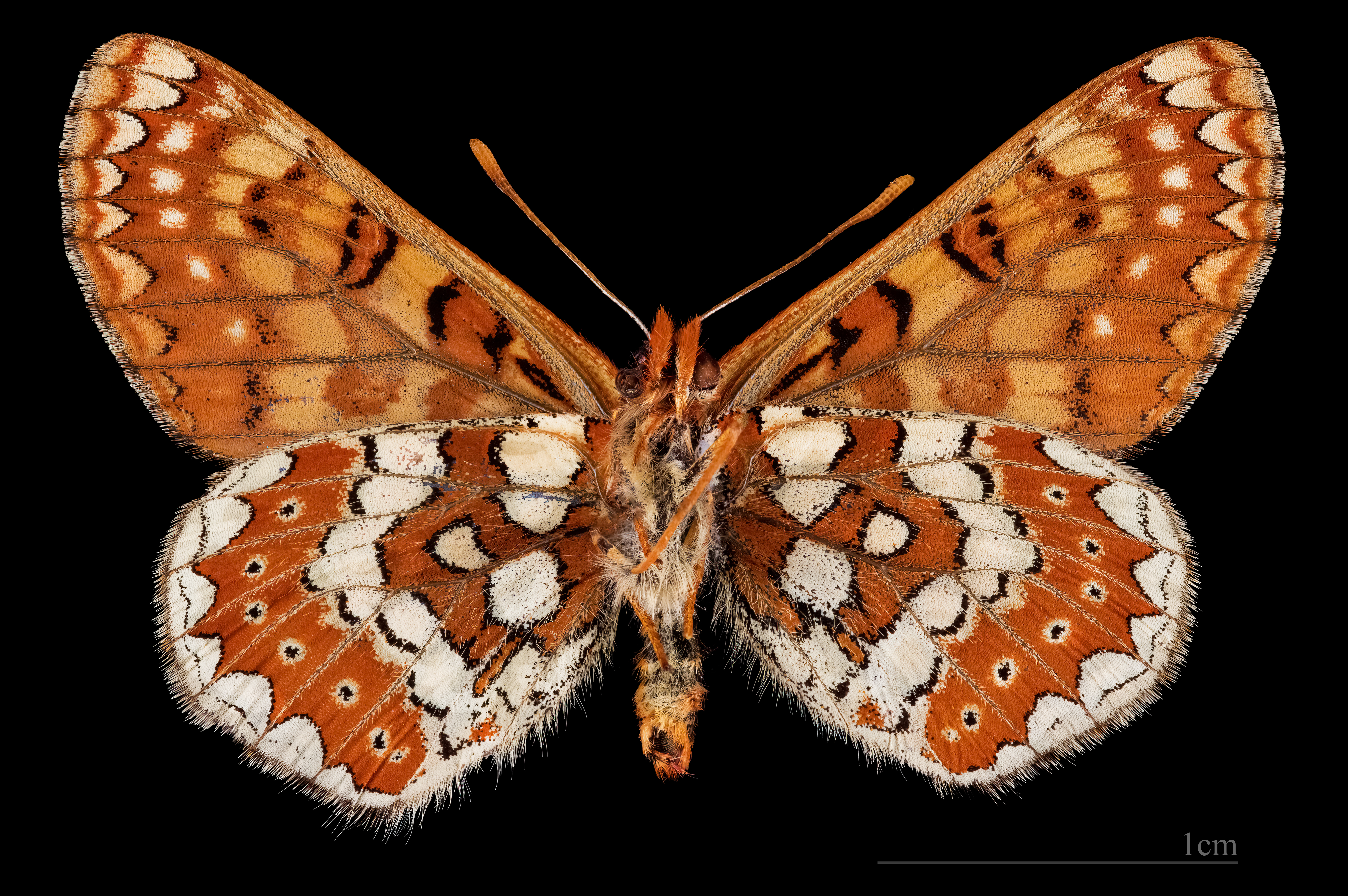
Euphydryas aurinia beckeri ♂  △
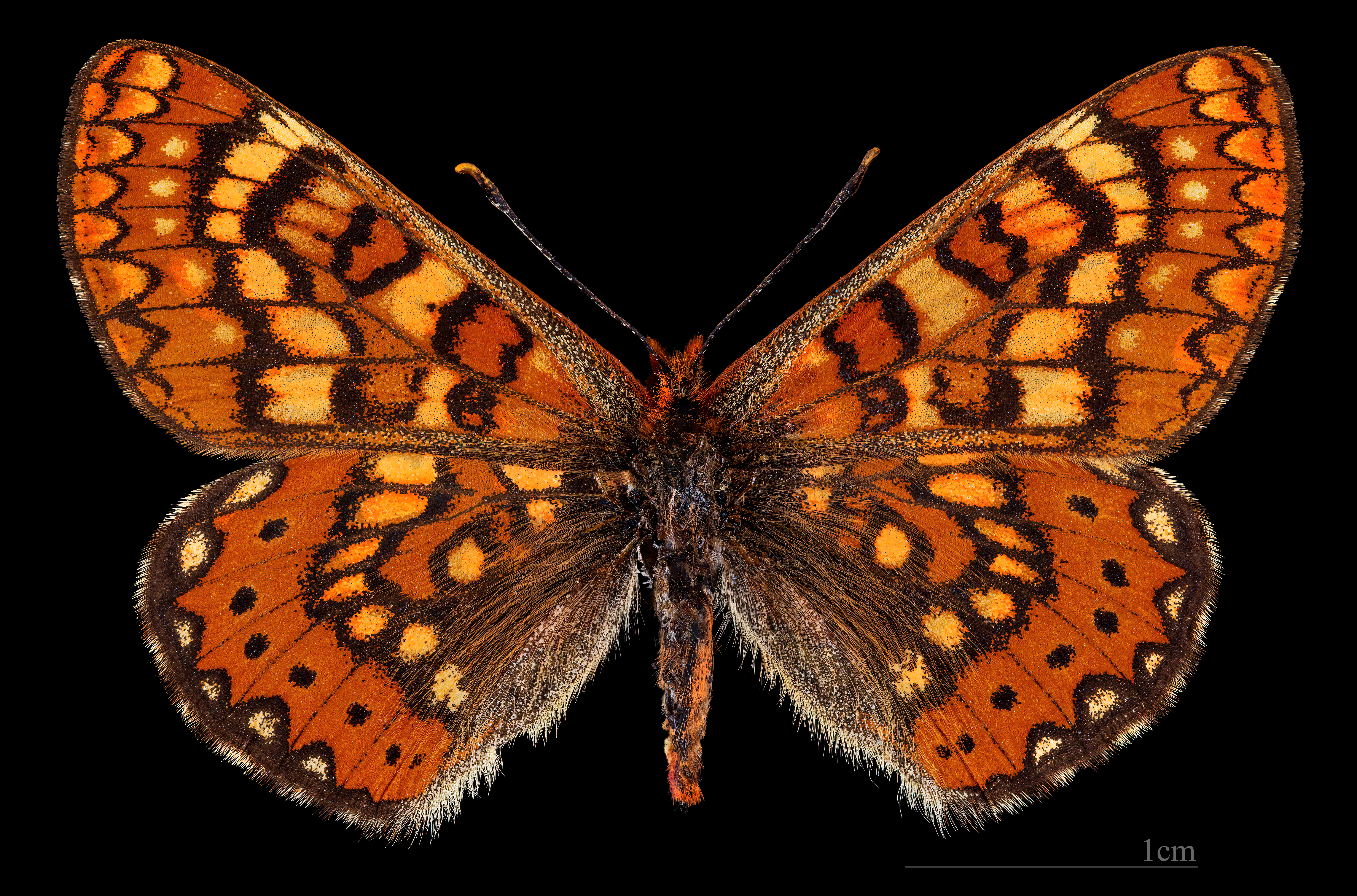
Euphydryas aurinia beckeri ♀
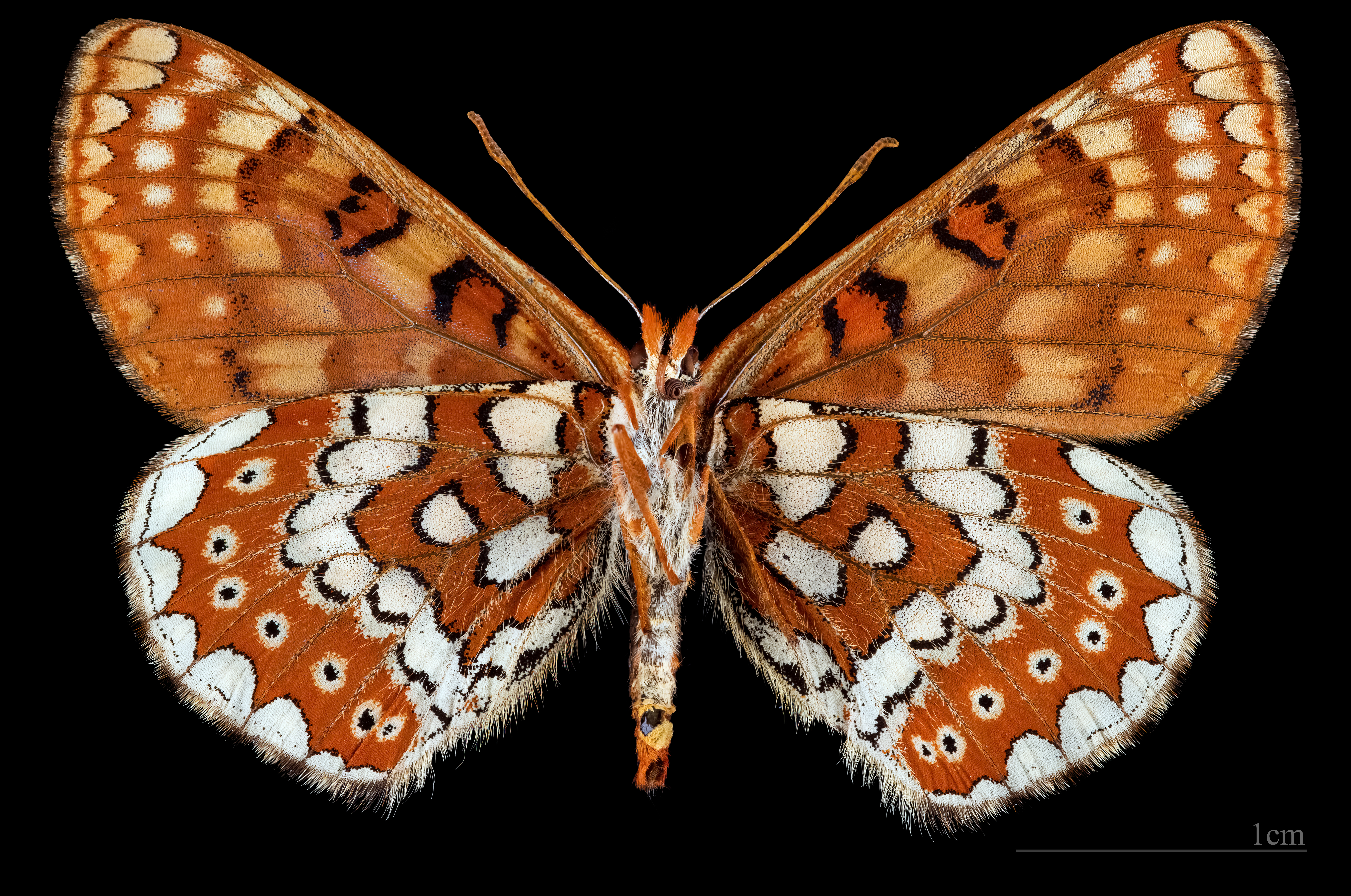
Euphydryas aurinia beckeri ♀ △

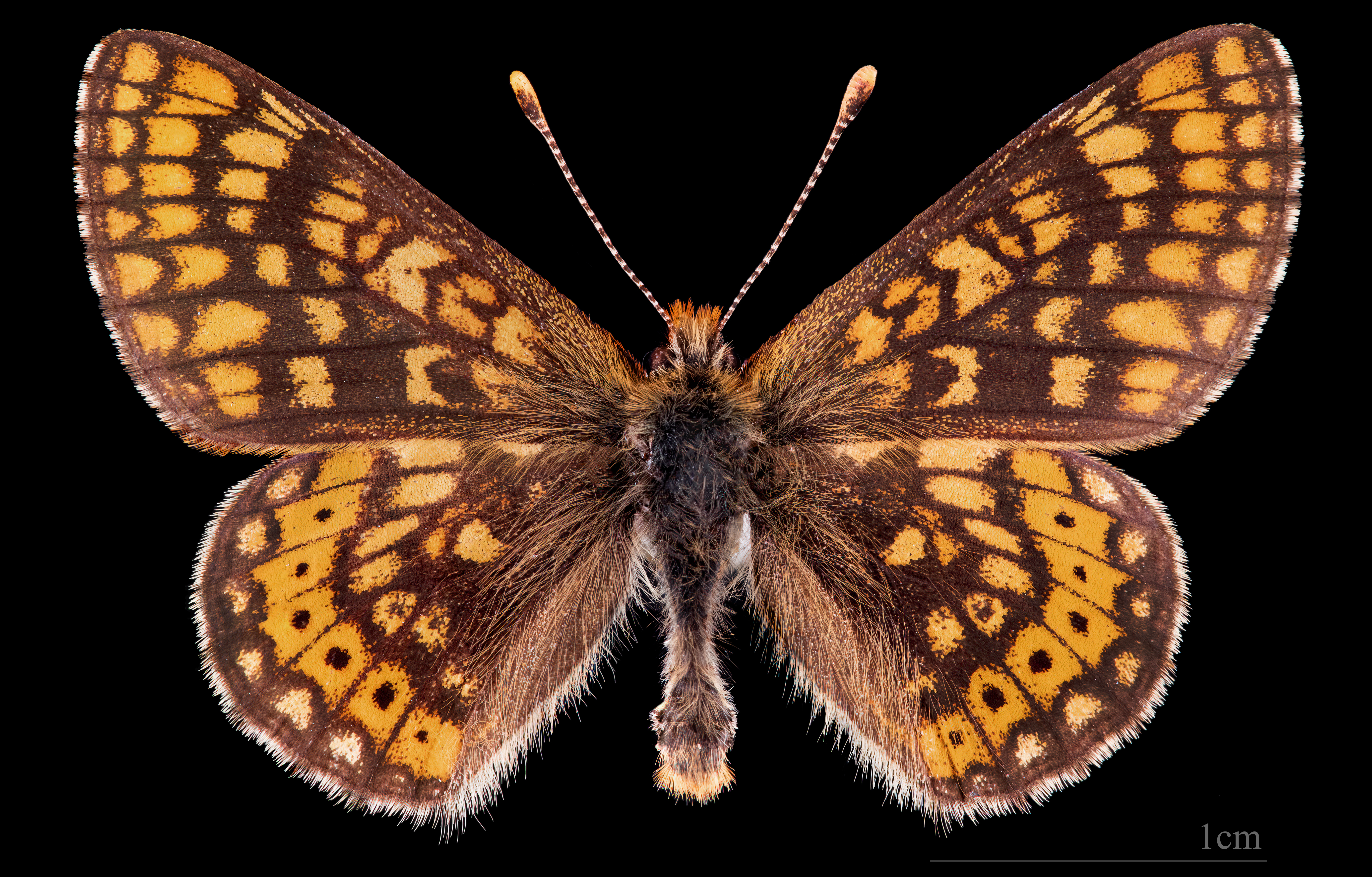
Euphydryas aurinia debilis ♂
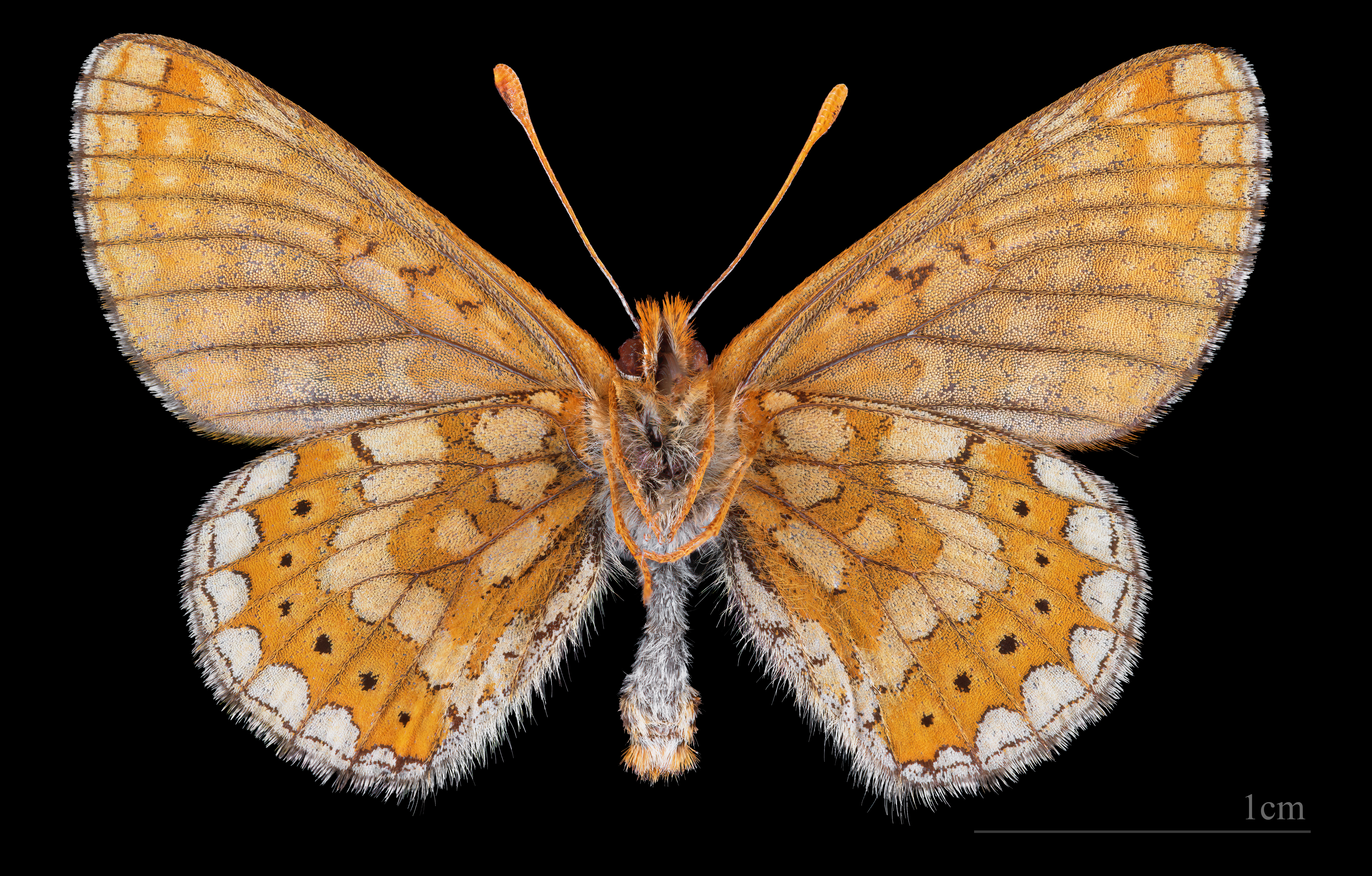
Euphydryas aurinia debilis ♂  △
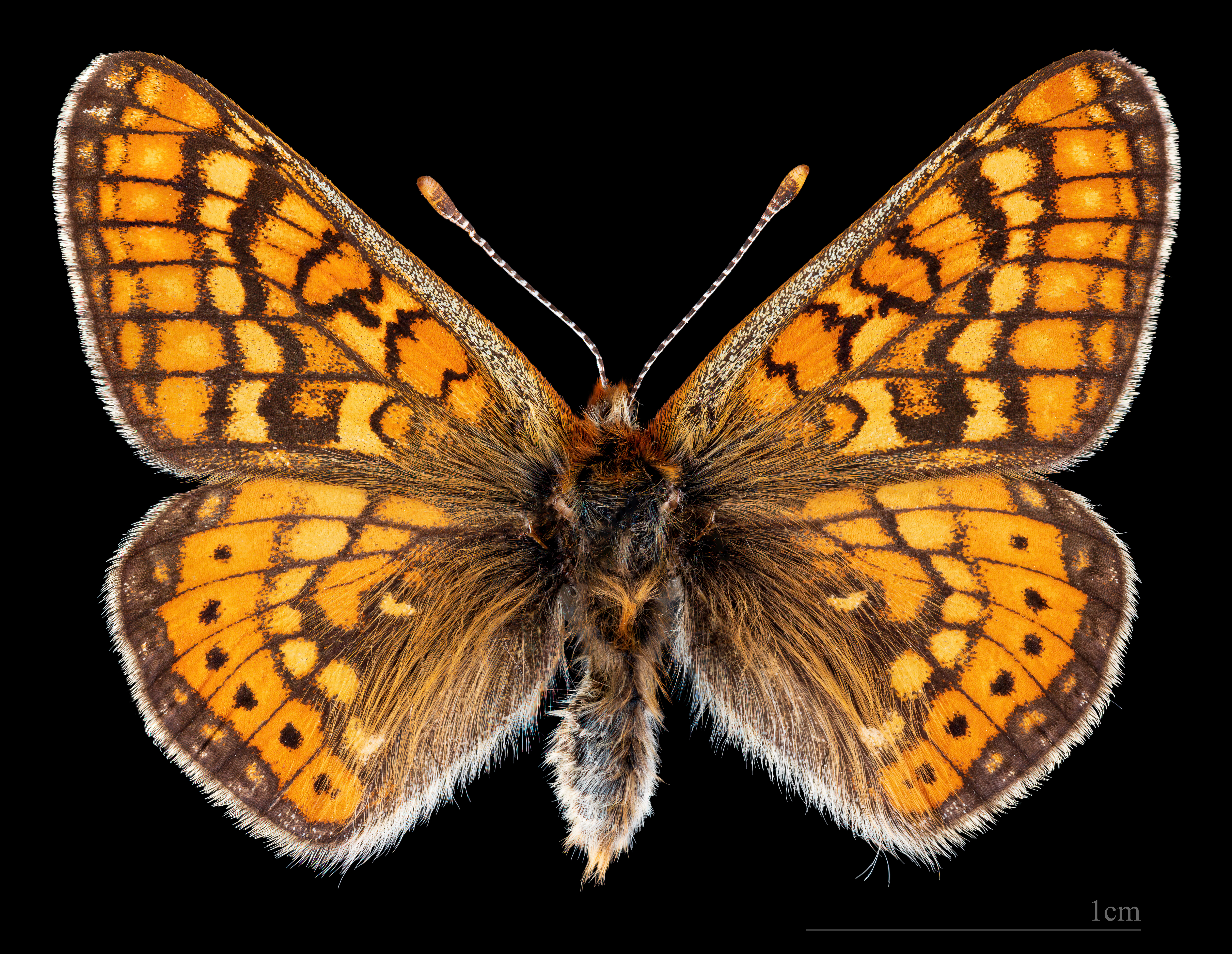
Euphydryas aurinia provincialis ♂
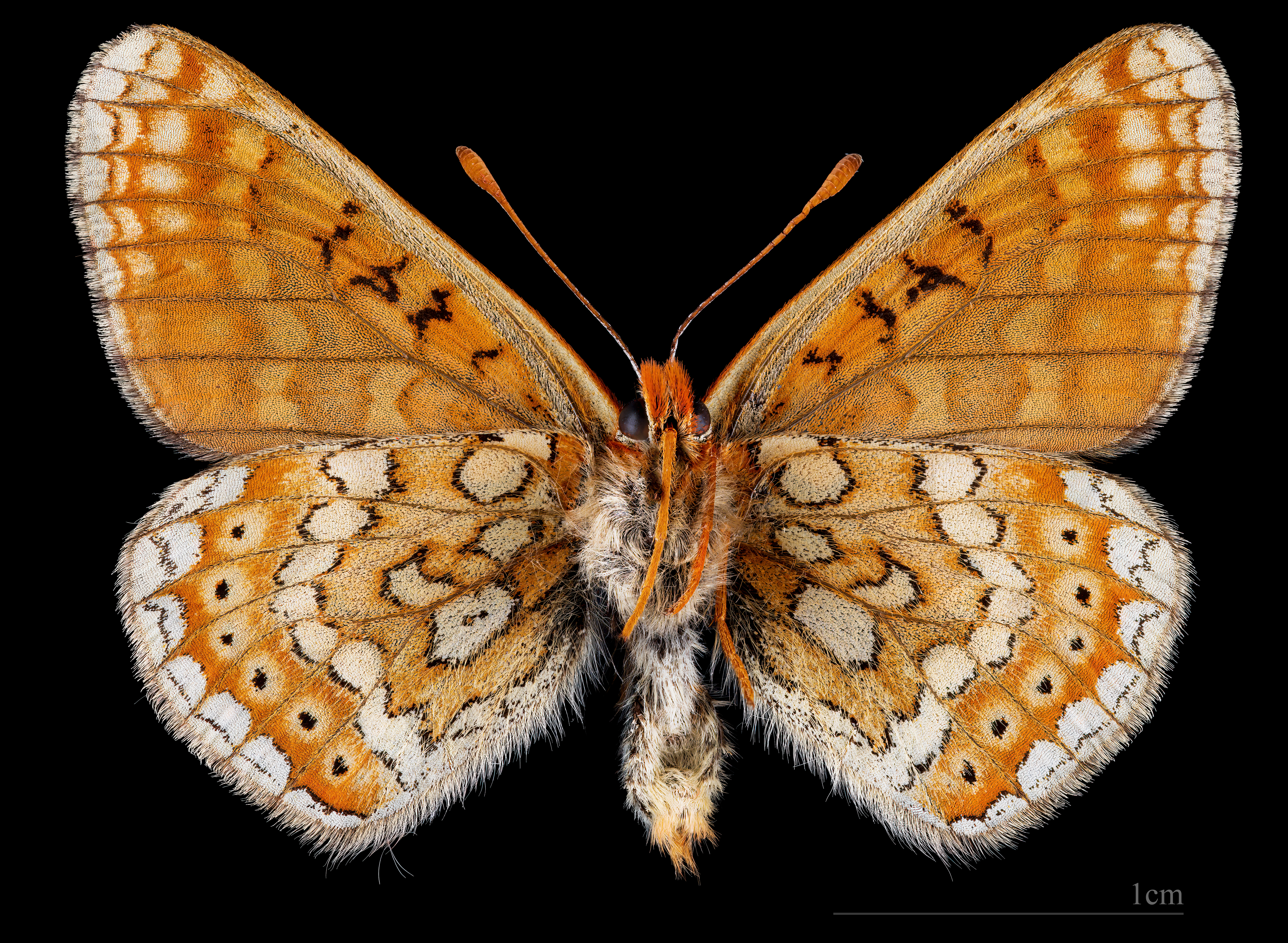
Euphydryas aurinia provincialis ♂ △

## Rokon fajok
Legközelebbi rokona a díszes tarkalepke (Euphydryas maturna).